# August Ahrens (Politiker, 1889)
August Wilhelm Ahrens (* 28. November 1889 in Delmenhorst; † 19. November 1974 in Hamburg) war ein deutscher Beamter und Politiker (SPD).

## Biografie
Ahrens lernte den Beruf eines Zeichners. Er war ab 1918 als Planzeichner Beamter im mittleren Dienst und später bis 1939 Geschäftsführer in Bremen. Er wohnte seit 1939 in Hamburg.
Ahrens war Mitglied der SPD. Er war von 1922 bis 1927 Mitglied der Bremischen Bürgerschaft.